# Cabanyelles
Cabanyelles és una muntanya de 583 metres que es troba al municipi de Gallifa, a la comarca del Vallès Occidental.